# The Horn (Antarktika)
The Horn (englisch für Das Horn, in Argentinien Cerro Mayor ‚Großer Hügel‘)  ist ein 220 m hoher Hügel mit einem Kliff aus rotem Gestein an seiner Westflanke auf Eagle Island südlich der nördlichen Spitze der Antarktischen Halbinsel. Er überragt am nordwestlichen Ende der Insel eine Landspitze, die in den Prinz-Gustav-Kanal zwischen der Trinity-Halbinsel und die Vega-Insel hineinragt.
Der Falkland Islands Dependencies Survey kartierte ihn 1945 und gab ihm seinen deskriptiven Namen.